# Abu Dhabi Tour 2018
L'Abu Dhabi Tour 2018, quarta edizione della corsa, valevole come evento dell'UCI World Tour 2018 categoria 2.UWT, si svolse in cinque tappe dal 21 al 25 febbraio 2018 su un percorso di 686,8 km, con partenza da Madinat Zayed ed arrivo a Jebel Hafeet, negli Emirati Arabi Uniti. La vittoria fu appannaggio dello spagnolo Alejandro Valverde, che completò il percorso in 16h00'11" alla media di 43,649 km/h, precedendo l'olandese Wilco Kelderman e il colombiano Miguel Ángel López.
Al traguardo di Jebel Hafeet furono 132 i ciclisti, dei 138 partiti da Madinat Zayed, che portarono a termine la competizione.

## Tappe
| Tappa  | Data        | Percorso                                                | km    | Vincitore di tappa | Leader cl. generale |
| ------ | ----------- | ------------------------------------------------------- | ----- | ------------------ | ------------------- |
| 1ª     | 21 febbraio | Madinat Zayed > ADNOC School                            | 189   | Alexander Kristoff | Alexander Kristoff  |
| 2ª     | 22 febbraio | Yas Mall > Yas Beach                                    | 154   | Elia Viviani       | Elia Viviani        |
| 3ª     | 23 febbraio | Nation Towers > Big Flag                                | 133   | Phil Bauhaus       | Elia Viviani        |
| 4ª     | 24 febbraio | Al Maryah Island > Al Maryah Island (cron. individuale) | 12,6  | Rohan Dennis       | Rohan Dennis        |
| 5ª     | 25 febbraio | Qasr Al Muwaiji > Jebel Hafeet                          | 199   | Alejandro Valverde | Alejandro Valverde  |
| Totale | Totale      | Totale                                                  | 687,6 |                    |                     |

## Squadre e corridori partecipanti
| N.    | Cod. | Squadra           |
| ----- | ---- | ----------------- |
| 1-7   | UAD  | UAE Team Emirates |
| 11-17 | ALM  | AG2R La Mondiale  |
| 21-27 | AST  | Astana Pro Team   |
| 31-37 | TBM  | Bahrain-Merida    |
| 41-47 | BRD  | Bardiani CSF      |
| 51-57 | BMC  | BMC Racing Team   |
| 61-67 | BOH  | Bora-Hansgrohe    |
| 71-77 | GAZ  | Gazprom-RusVelo   |
| 81-87 | LTS  | Lotto Soudal      |
| 91-97 | MTS  | Mitchelton-Scott  |

| N.      | Cod. | Squadra                        |
| ------- | ---- | ------------------------------ |
| 101-107 | MOV  | Movistar Team                  |
| 111-117 | QST  | Quick-Step Floors              |
| 121-127 | DDD  | Team Dimension Data            |
| 131-137 | EFD  | Team EF Education First-Drapac |
| 141-147 | TKA  | Team Katusha Alpecin           |
| 151-157 | TLJ  | Team Lotto NL-Jumbo            |
| 161-167 | TNN  | Team Novo Nordisk              |
| 171-177 | SKY  | Team Sky                       |
| 181-187 | SUN  | Team Sunweb                    |
| 191-197 | TFS  | Trek-Segafredo                 |

## Dettagli delle tappe

### 1ª tappa
- 21 febbraio: Madinat Zayed > ADNOC School – 189 km

Risultati
| Pos. | Corridore          | Squadra    | Tempo    |
| ---- | ------------------ | ---------- | -------- |
| 1    | Alexander Kristoff | UAE        | 4h48'24" |
| 2    | Andrea Guardini    | Bardiani   | s.t.     |
| 3    | Caleb Ewan         | Mitchelton | s.t.     |

| Pos. | Corridore          | Squadra    | Tempo    |
| ---- | ------------------ | ---------- | -------- |
| 1    | Alexander Kristoff | UAE        | 4h48'14" |
| 2    | Andrea Guardini    | Bardiani   | a 4"     |
| 3    | Caleb Ewan         | Mitchelton | a 6"     |

### 2ª tappa
- 22 febbraio: Yas Mall > Yas Beach – 154 km

Risultati
| Pos. | Corridore        | Squadra    | Tempo    |
| ---- | ---------------- | ---------- | -------- |
| 1    | Elia Viviani     | Quick-Step | 3h15'30" |
| 2    | Danny van Poppel | Lotto NL   | s.t.     |
| 3    | Pascal Ackermann | Bora       | s.t.     |

| Pos. | Corridore          | Squadra    | Tempo    |
| ---- | ------------------ | ---------- | -------- |
| 1    | Elia Viviani       | Quick-Step | 8h03'44" |
| 2    | Alexander Kristoff | UAE        | s.t.     |
| 3    | Danny van Poppel   | Lotto NL   | a 4"     |

### 3ª tappa
- 23 febbraio: Nation Towers > Big Flag – 133 km

Risultati
| Pos. | Corridore        | Squadra | Tempo    |
| ---- | ---------------- | ------- | -------- |
| 1    | Phil Bauhaus     | Sunweb  | 3h02'55" |
| 2    | Marcel Kittel    | Katusha | s.t.     |
| 3    | Pascal Ackermann | Bora    | s.t.     |

| Pos. | Corridore          | Squadra    | Tempo     |
| ---- | ------------------ | ---------- | --------- |
| 1    | Elia Viviani       | Quick-Step | 11h06'36" |
| 2    | Alexander Kristoff | UAE        | a 3"      |
| 3    | Phil Bauhaus       | Sunweb     | s.t.      |

### 4ª tappa
- 24 febbraio: Al Maryah Island > Al Maryah Island – Cronometro individuale – 12,6 km

Risultati
| Pos. | Corridore            | Squadra | Tempo  |
| ---- | -------------------- | ------- | ------ |
| 1    | Rohan Dennis         | BMC     | 14'21" |
| 2    | Jonathan Castroviejo | Sky     | a 14"  |
| 3    | Miles Scotson        | BMC     | a 16"  |

| Pos. | Corridore            | Squadra | Tempo     |
| ---- | -------------------- | ------- | --------- |
| 1    | Rohan Dennis         | BMC     | 11h21'10" |
| 2    | Jonathan Castroviejo | Sky     | a 14"     |
| 3    | Miles Scotson        | BMC     | a 16"     |

### 5ª tappa
- 25 febbraio: Qasr Al Muwaiji > Jebel Hafeet – 199 km

Risultati
| Pos. | Corridore          | Squadra    | Tempo    |
| ---- | ------------------ | ---------- | -------- |
| 1    | Alejandro Valverde | Movistar   | 4h38'47" |
| 2    | Miguel Ángel López | Astana     | s.t.     |
| 3    | Julian Alaphilippe | Quick-Step | a 15"    |

| Pos. | Corridore          | Squadra  | Tempo     |
| ---- | ------------------ | -------- | --------- |
| 1    | Alejandro Valverde | Movistar | 16h00'11" |
| 2    | Wilco Kelderman    | Sunweb   | a 17"     |
| 3    | Miguel Ángel López | Astana   | a 29"     |

## Evoluzione delle classifiche
| Tappa              | Vincitore          | Classifica generale Maglia rossa | Classifica a punti Maglia verde | Classifica giovani Maglia bianca | Classifica sprint intermedi Maglia nera | Classifica a squadre |
| ------------------ | ------------------ | -------------------------------- | ------------------------------- | -------------------------------- | --------------------------------------- | -------------------- |
| 1ª                 | Alexander Kristoff | Alexander Kristoff               | Alexander Kristoff              | Caleb Ewan                       | Nikolaj Trusov                          | Bardiani CSF         |
| 2ª                 | Elia Viviani       | Elia Viviani                     | Elia Viviani                    | Danny van Poppel                 | Nikolaj Trusov                          | Quick-Step Floors    |
| 3ª                 | Phil Bauhaus       | Elia Viviani                     | Elia Viviani                    | Phil Bauhaus                     | Nikolaj Trusov                          | Bahrain-Merida       |
| 4ª                 | Rohan Dennis       | Rohan Dennis                     | Elia Viviani                    | Miles Scotson                    | Nikolaj Trusov                          | BMC Racing Team      |
| 5ª                 | Alejandro Valverde | Alejandro Valverde               | Elia Viviani                    | Miguel Ángel López               | Nikolaj Trusov                          | Bora-Hansgrohe       |
| Classifiche finali | Classifiche finali | Alejandro Valverde               | Elia Viviani                    | Miguel Ángel López               | Nikolaj Trusov                          | Bora-Hansgrohe       |

## Classifiche finali

### Classifica generale - Maglia rossa
| Pos. | Corridore          | Squadra    | Tempo     |
| ---- | ------------------ | ---------- | --------- |
| 1    | Alejandro Valverde | Movistar   | 16h00'11" |
| 2    | Wilco Kelderman    | Sunweb     | a 17"     |
| 3    | Miguel Ángel López | Astana     | a 29"     |
| 4    | Julian Alaphilippe | Quick-Step | a 31"     |
| 5    | Rafał Majka        | Bora       | a 45"     |
| 6    | Davide Formolo     | Bora       | a 1'13"   |
| 7    | Diego Ulissi       | UAE        | a 1'18"   |
| 8    | Rui Costa          | UAE        | a 1'28"   |
| 9    | Rohan Dennis       | BMC        | a 1'29"   |
| 10   | Emanuel Buchmann   | Bora       | a 1'37"   |

### Classifica a punti - Maglia verde
| Pos. | Corridore          | Squadra    | Punti |
| ---- | ------------------ | ---------- | ----- |
| 1    | Elia Viviani       | Quick-Step | 46    |
| 2    | Alejandro Valverde | Movistar   | 30    |
| 3    | Alexander Kristoff | UAE        | 27    |
| 4    | Caleb Ewan         | Mitchelton | 26    |
| 5    | Phil Bauhaus       | Sunweb     | 25    |

### Classifica sprint intermedi - Maglia nera
| Pos. | Corridore          | Squadra  | Punti |
| ---- | ------------------ | -------- | ----- |
| 1    | Nikolaj Trusov     | Gazprom  | 25    |
| 2    | Rudy Barbier       | AG2R     | 16    |
| 3    | Vincenzo Albanese  | Bardiani | 10    |
| 4    | Toms Skujiņš       | Trek     | 9     |
| 5    | Alejandro Valverde | Movistar | 8     |

### Classifica giovani - Maglia bianca
| Pos. | Corridore          | Squadra    | Tempo     |
| ---- | ------------------ | ---------- | --------- |
| 1    | Miguel Ángel López | Astana     | 16h00'40" |
| 2    | Antwan Tolhoek     | Lotto NL   | a 1'39"   |
| 3    | Giulio Ciccone     | Bardiani   | a 3'15"   |
| 4    | Pascal Eaenkhoorn  | Lotto NL   | a 5'12"   |
| 5    | Matej Mohorič      | Bahrain-M. | a 5'13"   |

### Classifica a squadre
| Pos. | Squadra           | Tempo     |
| ---- | ----------------- | --------- |
| 1    | Bora-Hansgrohe    | 48h04'08" |
| 2    | UAE Team Emirates | a 53"     |
| 3    | BMC Racing Team   | a 2'29"   |
| 4    | Movistar Team     | a 3'51"   |
| 5    | Trek-Segafredo    | a 4'51"   |